# Ostatni po Bogu
Ostatni po Bogu – polski film sensacyjny z 1968 roku w reżyserii Pawła Komorowskiego. Zdjęcia kręcono w Gdańsku i w Gdyni.

## Obsada aktorska
- Tadeusz Schmidt – kapitan Adam Hulewicz
- Andrzej Kozak – porucznik Mackiewicz, oficer polityczny
- Marian Kociniak – porucznik Piotr Kwiatkowski
- Józef Nowak – kapitan Zapała
- Zdzisław Maklakiewicz – doktor Bryl, przyjaciel Hulewicza
- Stanisław Michalski – nawigator Prajs
- Ryszard Pietruski – prokurator Krawczyk
- Andrzej Szalawski –- komandor Pawlikowski
- Irena Karel – żona Kwiatkowskiego
- Teresa Szmigielówna – żona Hulewicza
- Henryk Bista – mat Józek
- Zbigniew Bogdański v marynarz

## Opis fabuły
Jeden z nielicznych polskich filmów okresu PRL, którego akcja dotyczy wojska, konkretnie marynarki wojennej. Kapitan Adam Hulewicz, dowódca okrętu podwodnego „Jastrząb” dowiaduje się podczas badania lekarskiego, że jego stan zdrowia nie pozwala już na czynną służbę na morzu. Lekarz wojskowy Bryl, przyjaciel Hulewicza, pod jego naciskiem nie ujawnia wyniku badania. Hulewicz wychodzi w morze na ćwiczenia jako dowódca „Jastrzębia”. Podczas rejsu popada w konflikt ze swoim zastępcą kapitanem Zapałą, od lat zestresowanym faktem, że dowódcy okrętu się zmieniają, a on ciągle jest tylko zastępcą. Tymczasem jeden z oficerów przez nieuwagę powoduje wypadek, woda zalewa jeden z przedziałów okrętu, zostają w nim odcięci marynarze, a okręt osiada na dnie. Kapitan Hulewicz zachowuje zimną krew, podejmuje właściwe działania i udaje mu się uratować wszystkich marynarzy oraz doprowadzić okręt do bazy. Prokurator wojskowy Krawczyk rozpoczyna śledztwo w sprawie wypadku. Kapitan Zapała z jednej strony marzy o chwili, gdy wreszcie zostanie „pierwszym po Bogu”, ale wie, że Hulewicz nie popełnił błędu i uratował okręt. Tymczasem oficer, który spowodował wypadek, w cztery oczy przyznaje mu się do winy. Zapała jest załamany, ale ujawnia prawdę, chociaż to oczyszcza Hulewicza z podejrzeń i pozbawia jego samego szansy na objęcie dowództwa. Wówczas dowiaduje się, że jednak zostanie dowódcą „Jastrzębia”, ponieważ Hulewicz nie może już pływać z przyczyn zdrowotnych; Hulewicz przechodzi do służby na lądzie, w sztabie.